# Erdem Ergüney
Erdem Ergüney (* 2. Oktober 1970 in Denizli) ist ein türkischer Film- und Theaterschauspieler. 

## Leben
1992 besuchte Erdem die Abteilung für Theater des staatlichen Konservatoriums in der Universität Istanbul. Er bekam einen Lehrplan nach dem „Stanislawski-System“. Nach dem Abschluss seiner Theaterschule 1996 reiste er nach Großbritannien und besuchte für seine Sprach- und Theaterlehre die Universität London. Nach der Lehre in London kam er in die Türkei zurück und arbeitete als Theaterlehrer an verschiedenen Schulen. 1999 spielte er in der türkischen Serie Yılan Hikayesi mit. Mit der Serie Kurtlar Vadisi, die 2003 bis 2005 lief, erlangte er in 98 Episoden große Bekanntheit und wirkte nebenbei im türkischen Film O Şimdi Asker mit. Im Jahre 2007 wirkte Erdem bei der Fortsetzung der Serie Kurtlar Vadisi Pusu in fünf Episoden mit.

## Filmografie

### Filme
- 2003: O Şimdi Asker

### Serien
- 1999: Yılan Hikayesi
- 2003–2005: Kurtlar Vadisi (98 Episoden)
- 2007: Kurtlar Vadisi Pusu (5 Episoden)